# Aimophila rufescens
El gorrión bigotudo rojizo o sabanero rojizo (Aimophila rufescens) es una especie de ave perteneciente a la familia Passerellidae. Habita del noroeste de México hasta Costa Rica.

## Características
Mide alrededor de 18.5cm y pesa aproximadamente 36g. posee gorra rufa y bigotera conspicua. Su rabadilla es café, tiene las alas y la cola fuscas con bordes rufos opacos. El anillo ocular es blancuzco opaco, sus mejillas de color gris oliva, los lados del cuello son grisáceos y la garganta es blanca con listas negras.

## Hábitat
Su hábitat natural son partes bajas y medias de montañas, en sabanas, matorrales, bosques de pino y encino con árboles esparcidos, y zonas de crecimiento secundario, siempre con abundancia de arbustos. También es posible verlo, en algunas zonas geográficas, en zonas perturbadas de selvas y en acahuales.
Se alimentan de semillas, insectos y otros invertebrados. Forrajean en el suelo o entre los arbustos, formando pequeños grupos familiares.

## Distribución
Desde el norte del estado de Sonora (México) a lo largo de la Sierra Madre Occidental y desde el sur de Nuevo León a lo largo de la Sierra Madre Oriental hasta el Eje Neovolcánico. También en la Sierra Madre del Sur. Habita también el sur de Veracruz, norte de Oaxaca y en zonas altas y bajas de Chiapas. En América Central su distribución a lo largo de las regiones montañosas, llegando hasta el occidente de Nicaragua y extremo noroeste de Costa Rica, donde habita las laderas de la vertiente pacífica en los volcanes de Guanacaste. También hay algunas poblaciones en zonas bajas de Belice y El Salvador.